# Teodoro Reding
Teodoro Reding de Biberegg y Freüler (Schwyz, Suïssa, 3 de juliol de 1755 - Tarragona, 10 d'abril de 1809) fou un general espanyol d'origen suís, que lluità pel rei borbó Ferran VII contra les tropes franceses a la Guerra del Francès.
Fill del cap superior militar del petit cantó de Schwitz, amb 14 anys va entrar al servei d'Espanya com a cadet al regiment del seu oncle (Suís de Reding, número 3) i va fer carrera militar servint als reis Carles III i Carles IV. Anys més tard, en esclatar la guerra del Francès, fou ascendit a tinent general per la Junta Central; va combatre en la batalla de Bailén (1808), directament a les ordres del general Francisco Javier Castaños, on va ser el veritable artífex de la victòria espanyola, en interposar-se entre les tropes dels generals Dupont i Vedel.
Destinat posteriorment a Catalunya, va patir alguns revessos abans de finalitzar l'any 1808: en la batalla de Llinars i en la de Molins de Rei. Va intentar reorganitzar les seves forces en assumir el comandament suprem, substituint el general Vives, i va aconseguir disposar d'uns 30.000 homes, però va ser derrotat per Laurent Gouvion Saint-Cyr a la batalla de Valls, el mes de febrer. Reding va resultar greument ferit i va ser dut a Tarragona, on va morir dos mesos després. Fou enterrat en la catedral, però a la fi de segle les seves restes van ser traslladades a un panteó del cementiri.
Té un carrer amb el seu nom a Tarragona.